# İnci Özdil
Zehra İnci Özdil (més coneguda com a İnci Özdil, Ankara, 8 de desembre de 1960) és una directora d'orquestra turca.
És la primera turca (i la segona dona després de la peruana Carmen Moral, a treballar amb l'Òpera Estatal turca) dirigint una orquestra simfònica a Turquia. Va graduar-se al Conservatori d'Ankara, on tingué com a professor de composició Nevit Kodallı. Va iniciar la seva carrera com a vicedirectora de l'Orquestra Simfònica d'Istanbul, el 1992. Özdil va fundar l'Orquestra de cambra d'Antalya el 1994, que el 1997 va passar a ser l'Orquestra Simfònica d'Antalya. Des del 2015, després de jubilar-se com a directora de l'Orquestra Simfònica de Bursa, es va dedicar també a la política, presentant-se com a candidata a diputada del TBMM, el parlament turc, a les files del Vatan Partisi, l'antic Partit dels Treballadors turc.